# Alaska Peninsula National Wildlife Refuge
Das Alaska Peninsula National Wildlife Refuge ist ein 14.472 km² großes Schutzgebiet des National Wildlife Refuge Systems auf der Alaska-Halbinsel im US-Bundesstaat Alaska. Es besteht aus drei Teilen entlang der Aleutenkette an der Pazifikküste und gehört zu einer Kette von Naturschutzgebieten auf der Halbinsel, die den Katmai-Nationalpark, Becharof National Wildlife Refuge, dem Alaska Peninsula National Wildlife Refuge, Aniakchak National Monument and Preserve und Izembek National Wildlife Refuge umfasst. Die Landschaft bietet zerklüftete Gebirgszüge und Vulkane, Tundren und Küstenregionen. Das Schutzgebiet wird von der Weltnaturschutzunion in der Kategorie IV (Biotop- und Artenschutzgebiet) geführt.

## Tierwelt

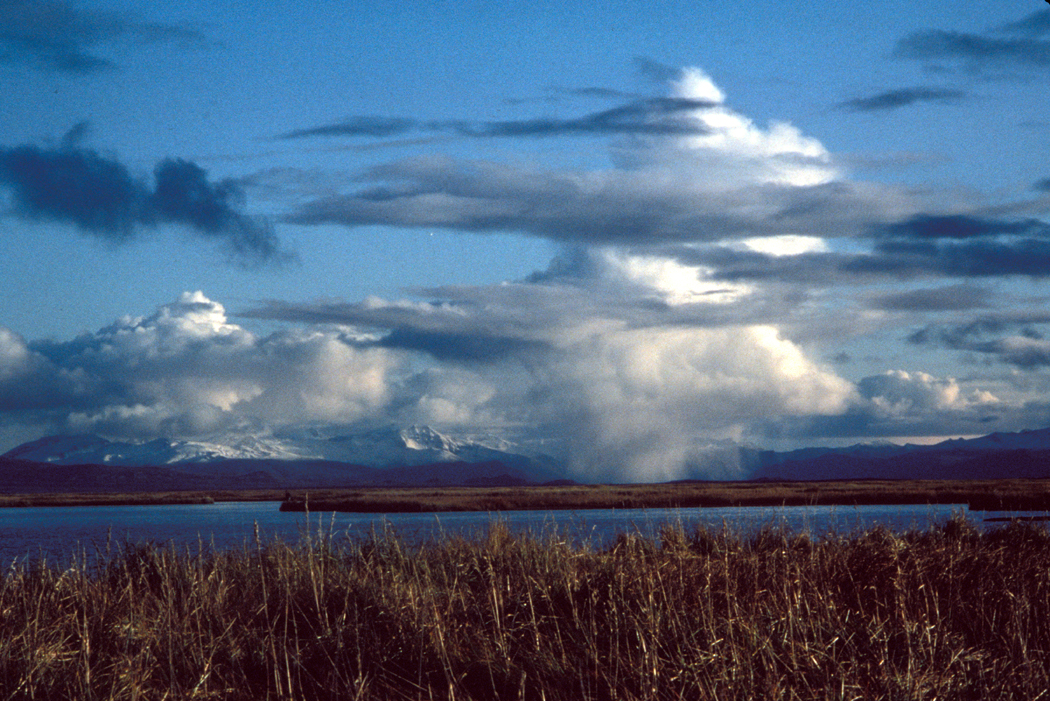
Feuchtgebiet mit Bergen im Hintergrund

Ergiebige Lachsvorkommen sind die Nahrungsgrundlage einer großen Braunbärenpopulation im Refuge, während Schwarzbären nicht vorkommen. Die Rentierherde Northern Alaska Peninsula mit etwa 7000 Tieren, Wölfe und Vielfraße leben im Schutzgebiet. Elche wurden erstmals zu Beginn des 20. Jahrhunderts beobachtet und sind erst seit den 1950er Jahren in nennenswerter Anzahl vorhanden.
An der Küste des Refuges gibt es Vorkommen von Seeottern, Seehunden und Seelöwen. Wale kreuzen auf ihren Wanderungen die Gewässer vor der Alaska-Halbinsel. Die Feuchtgebiete und Küstenregionen des Schutzgebiets sind Lebensraum und Nistplatz für eine Vielzahl von Wasservögeln.

## Geschichte
Am 2. Dezember 1980 wurden durch den Alaska National Interest Lands Conservation Act 14.421 km² auf der Alaska-Halbinsel unter dem Namen Alaska Peninsula National Wildlife Refuge als Schutzgebiet ausgewiesen. 1983 legte der United States Fish and Wildlife Service die Verwaltung der Ugashik- und Chignik-Einheiten des Refuges mit der des Becharof Refuges und der Seal-Cape-Einheit des Alaska Maritime NWR zusammen. Die Pavlof-Einheit im Südwesten wird von der Verwaltung des Izembek NWR mitbetreut.